# Station Gągławki
Station Gągławki is een spoorwegstation in de Poolse plaats Gągławki.